# Sébastien Michaud
Sébastien Michaud (* 7. Mai 1987 in Joliette) ist ein kanadischer Taekwondoin. Er startet in der Gewichtsklasse bis 80 Kilogramm.
Michaud nimmt seit dem Jahr 2003 an internationalen Wettkämpfen teil. Seinen ersten großen Erfolg feierte er 2006 in Buenos Aires, wo er in der Klasse bis 78 Kilogramm Panamerikameister wurde. Im folgenden Jahr startete er erstmals bei der Weltmeisterschaft in Peking. Er wurde überraschend erst im Halbfinale von Steven Lopez gestoppt und gewann die Bronzemedaille. Michaud qualifizierte sich für die Olympischen Spiele 2008 in Peking. In der Klasse bis 80 Kilogramm schied er im Viertelfinale aus. Bei der Weltmeisterschaft 2009 in Kopenhagen kämpfte er sich erneut ins Halbfinale, wo er abermals gegen Lopez verlor und erneut Bronze errang. Michaud gewann beim amerikanischen Olympiaqualifikationsturnier 2011 in Santiago de Querétaro den entscheidenden Kampf um den dritten Platz und qualifizierte sie sich für seine zweiten Olympischen Spiele 2012 in London.
Michaud trainiert unter Alain Bernier  beim Club Taekwondo Sainte-Foy. Er studiert an der Universität Laval.